# 小山豊
小山 豊（おやま ゆたか、1981年4月26日 - ）は、津軽三味線小山流の三代目。祖父に初代家元小山貢翁、父に二代目家元小山貢を持つ。

## 概要
幼少より津軽三味線小山流宗家（祖父）小山貢翁に師事。 日本最大流派の1つである小山流の三代目として、国内のみならず海外（2023年現在30カ国）で演奏活動を行っている。 2001〜2002年 (財) 日本民謡協会津軽三味線コンクールで優秀賞を連続受賞。2011年には自身が結成した津軽三味線ユニット、OYAMA x NITTA で、ニューヨーク・カーネギー・ホール主催コンサートを成功させ、ニューヨーク・タイムズから称賛を受ける。
古典以外でも様々なコラボレーションを精力的に行っている。嵐の楽曲参加や共演、『ARASHI LIVE TOUR 2015 Japonism』『ARASHI Japonism Show in ARENA 2016』では和楽器隊リーダーとして数十名の奏者を率いて参加。松山千春の41年ぶりとなる全国弾き語りツアー『松山千春コンサートツアー2018弾き語り』に唯一のゲストとして参加。2020年、ソニー ミュージック・ダイレクト粋凛レーベルよりメジャー初となるアルバム『~obi~』をリリース。 2021年に松本まりか主演WOWOWオリジナルドラマ『向こうの果て』の主題曲、演奏指導を担当。近年では『ずっと真夜中でいいのに。』の楽曲やコンサートに参加、『原神』『Ghost of Tsushima』をはじめとする多くのゲームやアニメ『鬼滅の刃遊郭編』において三味線の音を収録。2023年、『鬼滅の刃遊郭編 鬼滅の奏』に出演。
小泉今日子をプロデューサーに迎えた新たなユニット『tagayas』を結成。2022年、新たな民謡の形を提唱する和の文化集合体的バンド『東京民謡倶楽部』を結成し、2023年に同バンド初のアルバムをリリース。多方面のジャンルにおいて幅広く活動している。"和の文化の日常化”をコンセプトにした祭りイベント『MINYO BLOCK PARTY』をスタート。津軽三味線や民謡の魅力を伝えるため、伝統の継承とともに、枠にとらわれない柔軟な新たな解釈で既存には無いサウンドを生み出し続けている。(公式HPより抜粋)

## 人物
1981年4月26日東京に生まれ。6歳の6月6日から祖父小山流宗家小山貢翁により初稽古を受ける。中学校ではブラスバンド部に所属（トロンボーン）全国大会出場を果たす。高校ではバンドを結成し、ベースを担当した。

## 音楽性
音楽一家に生まれついたため、幼少期より様々なジャンルの音楽を耳にする環境であった。家では民謡、学校ではクラシック音楽を学び、趣味はスケートボードであったためサブカルチャー文化にも傾倒し、パンクやロック、HIPHOPを好んで聴いていた。特にHi-STANDARDに大きな影響を受ける。高校時代にNitin Sawhneyの音源と出会い、インド音楽、フラメンコ、ラテン音楽、World musicに大きな影響を受ける。それら全てを三味線のみで表現するようになり、ジャンルレスな表現を身につけている。最近ではジャズセッション、地中海沿岸の古楽器、シルクロード的コラボレーションも多く行なっている。また、情景描写を音で表現することを好み舞台劇中歌やセリフとセッションも多く行なっている。究極のセッションは民謡の“唄付け”としており、多くのエッセンスを民謡に取り入れている。先人が自然、仕事や暮らしの中で育んできた民謡を後世につなぐため、時代や文化の変化とともに新たな民謡を構築する活動を行なっている。

## 逸話
- 母方の祖父が中国人であったため、幼少期より餃子を好む。ストレス発散は餃子作り。
- 妻の有里知花とは中学校からの同級生。

## ユニット（自身・参加）
- Soothe
- OYAMA x NITTA
- YO
- 小山会青年部
- 邦楽2.0研究会
- 小山豊meets島裕介
- 東京民謡倶楽部
- 伊藤多喜雄&TAKiO BAND

## TV出演
- NHKライブステージ
- NHK 歌謡チャリティーコンサート
- NHK それいけ民謡歌祭り
- NHK BSにっぽんの唄
- NHK songs
- NHK紅白歌合戦
- NHK World
- NHK J-melo
- NHK民謡フェスティバル
- NHKザ少年倶楽部
- 輝く！日本レコード大賞
- 題名のない音楽会
- Music Station
- 年忘れ日本の唄
- Music fair

など

## 映画（楽曲参加）
- どろろ
- 忍びの国
- のみとり侍
- ペンギンハイウェイ

など

## ドラマ（楽曲参加）
- とと姉ちゃん
- 向こうの果て（2021年5月14日 - 7月2日、WOWOW） - 「時雨」[1]

など

## ライブ出演
- ももクロ夏のバカ騒ぎ2014,2015,2016 桃神祭 (三味線リーダー)
- 野村萬斎氏構成演出マクベス
- 東京JAZZ2005
- サントリーホールこどもの日コンサートwith日本フィルハーモニー
- 周杰倫世界巡迴2008日本演唱會@ 日本武道館
- にっぽんと遊ぼう2008
- 世界柔道2010オープニング演奏
- サントリーホール25周年ガラ・コンサート
- 東京キャラバン2015
- 東京キャラバン in 二条城
- ART MIX JAPAN
- ARASHI LIVE TOUR 2015 Japonism,

ARASHI Japonism Show in ARENA 2016 (和楽器隊リーダーとして数十名の奏者を率いて参加）
- LA FOLLE JOURNÉE
- Fuji Rock Festival2017
- ナオト・インティライミ全国４７都道府県ツアー
- 松山千春コンサートツアー2018弾き語り
- 桑田佳祐　Act Against AIDS 2018 平成三十年度！第三回ひとり紅白歌合戦
- LA FOLLE JOURNEE de Nantes
- 鬼滅の刃遊郭編 鬼滅の奏

など

## MV出演
- 嵐「心の空」 Japonism
- ナオト・インティライミ「El Japones」

など

## ゲーム・アニメ音楽
- NieR:Automata「顕現シタ異物」
- Fate/Grand Order
- Fate/Samurai Remnant
- 大神「五重之音調」
- 天誅4
- ARMS
- スーパーマリオオデッセイ
- 陰陽師
- 原神
- WildHearts
- モンスターハンターライズ
- 月風魔伝
- Ghost of Tsushima
- 鬼滅の刃 遊郭編

など

## 参加作品
- 東京ディズニーランド「夏祭り2013」
- 嵐「心の空」、「つなぐ」、「BRAVE」
- 松山千春「北のうたたち」
- 石井竜也「飛翔～Jump～」
- 湘南乃風「PAN DE MIC」
- LOL「sync」
- Lead「メダリスト」
- 藤あや子 feat m.c.A・T 「秋田音頭-AKITA・ONDO-」
- 氷川きよし 「きよしの人生太鼓」
- 北島三郎劇場公演用「まつり」
- つるの剛士「メダリスト」
- ナオト・インティライミ 「El Japones」、「桜小町」
- オムニバス「TSUGARU4」
- 小山会「教則CD」
- 邦楽2.0研究会「花鳥風月」
- Blends 「Fusion」
- ずっと真夜中でいいのに。「機械油」、「綺羅キラー」
- 大黒摩季　「Tokyo Only Pease voice of Japan」
- ももいろクローバーZ 「MONONOFU NIPPON feat.布袋寅泰」
- SixTONES 「new era japanized rearrange」

など

## 海外実績
2019年現在
- 2000年 ロシア
- 2001年 ガーナ / モロッコ
- 2002年 フランス / マダガスカル / ウガンダ / カタール
- 2004年 ギリシャ (アテネ ヘロドアティクス音楽堂)
- 2005年 シンガポール
- 2006年 ウクライナ / リトアニア
- 2008年 中国 [Soothe] (７都市ツアー)
- 2010年 アメリカ [OYAMAxNITTA] (NY, TN, GA)
- 中国 (上海万博)
- アメリカ [OYAMAxNITTA] (NY, KN, TN)
- 2011年 アメリカ [OYAMAxNITTA] (JapanNYC NYカーネギーホール主催、カーネギー ザンケルホール、Abrons Art Center)
- アメリカ [OYAMAxNITTA] (TX)
- アメリカ [OYAMAxNITTA] (73rd National Folk Festival)
- コスタリカ / ドミニカ / トリニダードトバゴ [OYAMAxNITTA+Special Members] (中米ツアー)
- 2012年 イギリス (セントパトリック祭り)
- アメリカ [OYAMAxNITTA] (TN,MS,KY)
- メキシコ(Feria de San Marcos)
- 中国 (日中国交正常化40周年記念事業)
- 2013年 メキシコ[OYAMAxNITTA+Special Members] (セルバンティーノ国際芸術祭)
- アメリカ [YO] (3都市)
- 2014年 エルサルバドル / キューバ / パナマ [小山豊邦楽トリオ]
- 2015年 アメリカ / カナダ [YO] (3都市)
- 2016年 アメリカ [YO] (3都市)
- メキシコ (Art mix japan in Mexico）
- 2017年 ドイツ [OYAMAxNITTA] (2都市)
- 中国 (7th OCT-LOFT JAZZ FESTIVAL in 深圳)
- モザンビーク
- 2018年 台湾 [劇団ゴツプロ！] (三の糸公演)
- ベトナム [伊藤多喜雄 TAKiO BAND]
- 中国 (AMAN YANGYUNオープニングセレモニー)
- 中国 (World Music Festival in 上海)
- 2019年 フランス(LA FOLLE JOURNEE de Nantes)
- 台湾 [劇団ゴツプロ！] (阿波の音公演)
- フランス（La Grange de Meslay）
- ベルギー (Festival Les Inattendues)
- メキシコ [ナオト・インティライミ]
- 2020年 台湾 [劇団ゴツプロ！] (狭間の轍公演)
- 2022年 フランス 7月［Canticum Novum］(3都市）
- フランス 10月［Canticum Novum］（２都市）
- 2023年 ルーマニア 5月 ［5Senses & Friends］(ZEPHYROS公演）
- 韓国（International SORI Festival 2023 in 全州)
- ベトナム

## 主な共演者（順不同）
北島三郎 / 藤あや子 / 城之内早苗 / 桑田佳祐 / ナオト・インティライミ / 伊藤多喜雄 / 山下洋輔 / 村上ポンタ秀一 / 渡辺香津美 / ももいろクローバーZ / 嵐 / 石井竜也 / 湘南乃風 / 一噌幸弘 / ヒダノ修一 / 高橋ゲタ夫 / 藤原道山 / Emi Meyer / 武部聡志 / 斎藤ネコ / 石川さゆり/ 二葉百合子/ 松山千春 / 野村萬斎 / 松たか子 / 中納良恵(EGO-WRAPPIN') / 野田秀樹 / SixTONES / Kis-My-Ft2 / 大黒摩季 / さかいゆう / 小泉今日子 / ずっと真夜中でいいのに。/ 高橋優 /周杰倫(Jay-Chou) / Joey Montana / 福田こうへい/小濱明人 etc..

## ディスコグラフィー
- OYAMA YUTAKA 1
- 小山豊 meets 島裕介～和ジャズ
- 小山豊 meets 島裕介 ～和ジャズ～ vol.2
- OYAMA×NITTA ~karma~
- Soothe - Soothing
- Soothe - Habitual
- Soothe - Bolinho De Arroz
- YO - WEAVING ONE WORLD
- FUSION ～East meets West～
- TSUGARU 4
- 邦楽二.〇 花鳥風月
- 小山豊 ~obi~
- tagayas 金輪際
- 東京民謡倶楽部 東京民謡倶楽部民謡集 初巻